# Giao lộ Nami
Giao lộ Nami (Tiếng Hàn: 남이 분기점, 남이JC, Hanja: 南二分岐點), còn được gọi là Nami JC, là điểm giao nhau giữa Đường cao tốc Gyeongbu và Đường cao tốc Jungbu và là điểm đầu của Đường cao tốc Jungbu, kéo dài qua Seoksil-ri, Nam-myeon, Seowon-gu và Seokgok-dong, Heungdeok-gu, Cheongju-si, Chungcheongbuk-do.

## Lịch sử
- 3 tháng 12 năm 1987: Hoạt động kinh doanh bắt đầu với việc mở Giao lộ Nami của Đường cao tốc Jungbu đến Giao lộ Hail[1]

## Kết nối các tuyến đường

### Hướng điBusan・Seoul
- Đường cao tốc Gyeongbu (Số 35)

### Hướng điHanam
- Đường cao tốc Jungbu (Số 28)

## Cấu trúc
Cấu trúc được kết nối trực tiếp, tuyến xuất phát từ Đường cao tốc Jungbu hướng tới Daejeon nối với Đường cao tốc Gyeongbu hướng tới Busan. Không thể vào và ra từ hướng Busan của Đường cao tốc Gyeongbu sang hướng Hanam của Đường cao tốc Jungbu hoặc ngược lại.